# 小島信明
小島 信明（こじま のぶあき、1950年（昭和25年）12月10日 - ）は、日本の実業家・研究者。三菱商事にて初めて本格的な新分野、新事業開発に10年間携わった商社の中でも極めてユニークな経験を持つ。結果、地球環境インフラグループの立ち上げに尽力し、水、環境事業の他、特に再生可能エネルギー分野において多くの国際的なプロジェクトを推進した。新事業創生サポートの観点から日立製作所やセコムの顧問、早稲田大学教授を歴任。現在は東北大学客員研究員および早稲田大学招聘研究員、NanoFrontier株式会社や株式会社Wanderlust、長大他の顧問として、教育・研究・企業支援活動にも従事している。

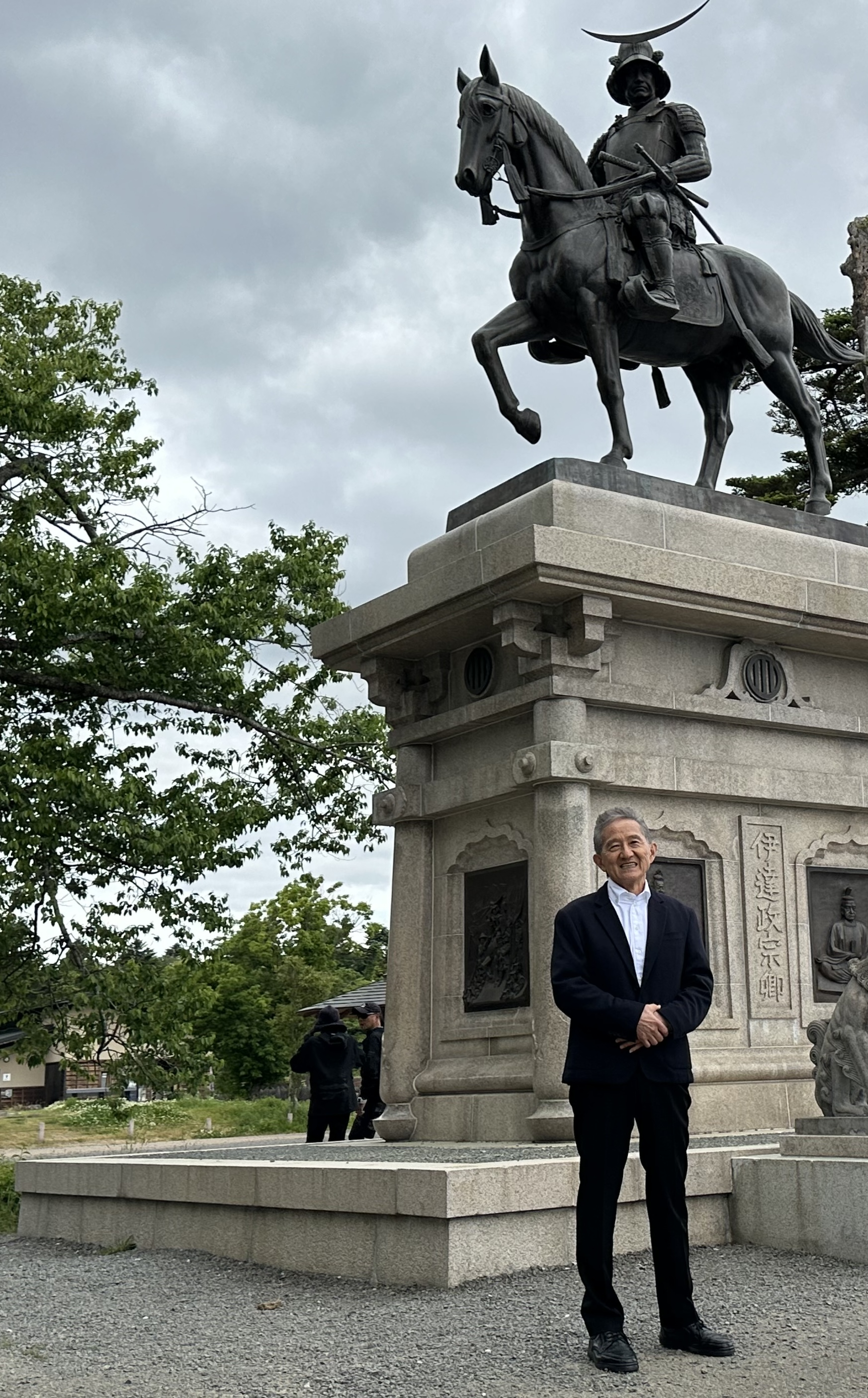
仙台城跡・伊達政宗公騎馬像前にて撮影（2024年）

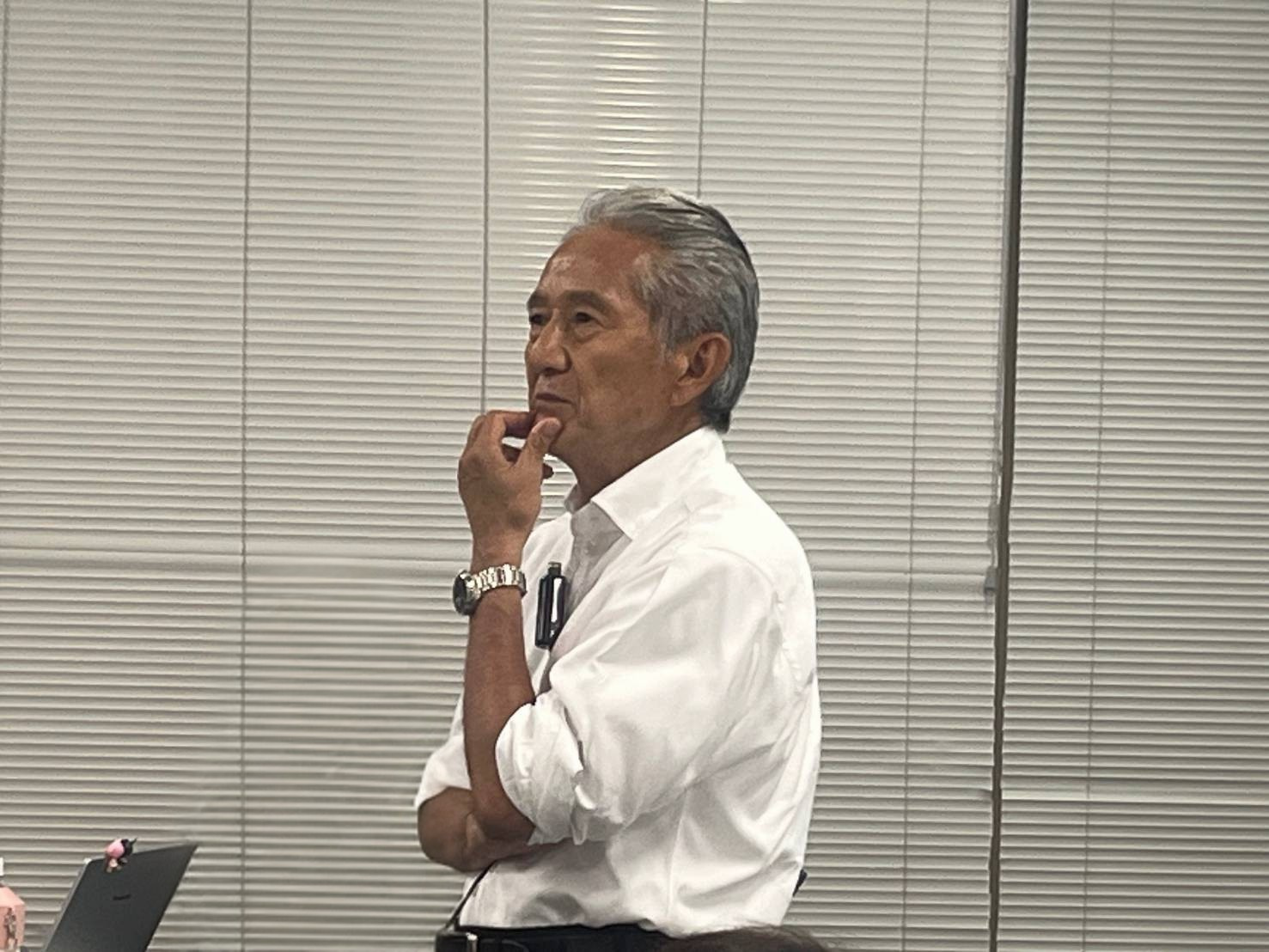
早稲田大学での講義（2025年）

## 学歴
- 1974年：早稲田大学法学部卒業
- 1975年：テヘラン大学でペルシャ語留学

## 職歴

### 三菱商事
- 1974年：入社（食品部）
- 1977年：重機部に異動し、製鉄プラントの輸出業務に従事
- 1984年：イラン駐在（現地法人）
- 1993年：マレーシア・クアラルンプール支店勤務
- 1998年：環境・資源プロジェクト部長
- 2001年：イラン三菱商事社長
- 2005年：執行役員・事業開発部長
- 2007年：イノベーションセンター長、新エネルギー・環境事業本部長[1]
- 2010年：常務執行役員 地球環境事業開発グループCEO（グループ設立）[2][3]

### 引退後の活動
- 2014年：三菱商事常勤顧問
- 2015年～：日立製作所顧問、セコム顧問、早稲田大学教授・招聘研究員 ほか
- 2018年～：早稲田大学地域・地域間研究機構客員教授
- 2025年～：東北大学客員研究員、株式会社Wanderlust 顧問[4]、長大顧問

## 主な業績
- スペイン太陽熱発電事業[5]
- ポルトガル太陽光発電事業（世界最大級）[6][7]
- スペインコンテナターミナル事業[8]
- モンゴル・ウランバートル空港建設運営
- 三菱商事における地球環境事業開発グループの創設

## 教育・人材育成
- 早稲田大学等にて新事業創生・次世代エネルギーを講演[9][10]
- 若手社員向け勉強会やプレゼン研修の実施